# Én, Pán Péter
Az Én, Pán Péter (Finding Neverland) egy 2004-es, Oscar-díjas filmdráma Johnny Depp és Kate Winslet főszereplésével. A film részben kitalált elemekkel meséli el J. M. Barrie Pán Péter című színdarabja megszületésének történetét. A szerző megismerkedik egy fiatal özvegyaszonnyal és annak négy fiával, s a velük töltött idő közös élményei inspirálják a mese megírására, amelyben a gyerekek sosem akarnak felnőni.
A filmet Marc Forster rendezte, forgatókönyvet Allan Knee The Man Who Was Peter Pan című színműve alapján David Magee írta. A további szerepekben Julie Christie, Radha Mitchell, Freddie Highmore és Dustin Hoffman láthatók.
Az Én, Pán Pétert hét Oscar-díjra jelölték, köztük a legjobb film és a legjobb színész díjára, végül a filmzenéért kapott elismerést.

## Szereplők
| Szereplő                 | Színész          | Magyar hang        |
| ------------------------ | ---------------- | ------------------ |
| Sir James Matthew Barrie | Johnny Depp      | Stohl András       |
| Sylvia Llewelyn Davie    | Kate Winslet     | Pálfi Kata         |
| Mrs. Emma du Maurier     | Julie Christie   | Kútvölgyi Erzsébet |
| Mary Ansell Barrie       | Radha Mitchell   | Erdős Borcsa       |
| Charles Frohman          | Dustin Hoffman   | Végvári Tamás      |
| Peter Llewelyn Davies    | Freddie Highmore | Czető Ádám         |
| Jack Llewelyn Davies     | Joe Prospero     | Baráth István      |
| George Llewelyn Davies   | Nick Roud        | Penke Bence        |
| Michael Llewelyn Davies  | Luke Spill       | Jelinek Márk       |
| Sir Arthur Conan Doyle   | Ian Hart         |                    |
| Mr. Jaspers              | Mackenzie Crook  |                    |
| Mrs. Snow                | Eileen Essell    |                    |

## Jelentősebb díjak és jelölések
Az elnyert díjak félkövérrel jelölve
- Oscar-díj
  - legjobb film
  - legjobb férfi főszereplő (Johnny Depp)
  - legjobb adaptált forgatókönyv
  - legjobb filmzene
  - legjobb legjobb díszlet
  - legjobb legjobb jelmez
  - legjobb legjobb vágás
- Golden Globe-díj
  - legjobb film – dráma
  - legjobb színész – dráma (Johnny Depp)
  - legjobb rendező (Marc Forster)
  - legjobb forgatókönyv
  - legjobb filmzene